# アクトのPa!
『アクトのPa!』（アクトのパ）は、2010年9月25日から2011年6月25日までびわ湖放送で放送されていたパチンコ・パチスロ番組である。平和商事グループの一社提供。放送時間は毎週土曜 24:30 - 24:50。

## 概要
『みんなのアクト』の放送枠縮小分を使ってスタートした深夜番組。前身番組群と同様に毎日広告社の製作番組であり、びわ湖放送は制作協力という形で携わっていた。
本番組では、「アクトガールズ」と呼ばれる女性タレントたちが平和商事運営のパチンコホール・ACT各店舗へ出向き、ホールスタッフとパチンコ対決を繰り広げていた。アクトガールズが勝利した場合には視聴者プレゼントが行われた。
2011年7月以降は放送されておらず、同年6月25日放送分が事実上の最終回となった。

## 主なコーナー
新台NAVI
パチンコの新台情報と、それを導入したACTの店舗を紹介するコーナー。
ACTイベントナビゲーション A-navi
『みんなのアクト』から移動してきたコーナーで、ACT各店舗の新台情報やイベント情報を伝える。事実上のインフォマーシャルである。当初はホールスタッフあるいはアクトガールズが各店舗の情報を伝えていたが、後に情報をテロップで表示するようになった。